# Samsung Galaxy A8s
O Samsung Galaxy A8s é um smartphone Android de gama média produzido pela Samsung Electronics como parte da série Samsung Galaxy A. Foi anunciado em 10 de dezembro de 2018, principalmente para o mercado chinês. Também é vendido como Samsung Galaxy A9 Pro (2019) na Coreia do Sul.
O A8s é um smartphone de câmara tripla produzido pela Samsung, com 3 câmaras diferentes na parte de trás. Possui um ecrã IPS LCD FHD+ Infinity-O de 6,4 polegadas sem entalhe. Um orifício circular é perfurado no canto superior esquerdo do ecrã para a câmara frontal, apresentado como Infinity-O Display. É também o primeiro smartphone da Samsung a não incluir uma entrada para auscultadores.

## Especificações
O A8s possui um ecrã LCD IPS Full HD+ de 6,4 polegadas com uma proporção de 19,5:9. Ao contrário dos telemóveis anteriores da série A da Samsung, este dispositivo utiliza um painel LCD normal em vez de um ecrã AMOLED. O novo ecrã Infinity-O apresenta um ecrã de ponta a ponta com um orifício redondo de 6,7 mm perfurado no canto superior esquerdo para a câmara frontal.
A configuração de câmara tripla inclui um sensor principal de 24MP f/1.7 para fotografia normal, um sensor telefoto de 10MP f/2.4 com zoom ótico e um sensor de profundidade de 5MP para efeitos como o bokeh. A câmara frontal é um sensor de 24MP f/2.0 num orifício perfurado no ecrã.
Ele executa o Android 8.0 “Oreo” com o Samsung Experience 9.0, respetivamente, fora da caixa, no entanto, ele pode ser atualizado para o Android 9.0 “Pie”. O smartphone possui um SoC Qualcomm Snapdragon 710 atualizado, composto por 2 kyro 460 2.2 GHz de desempenho e 6 kyro 360 1.7 GHz eficiente apoiado por uma nova GPU Adreno 616 e ostentando 6 GB / 8 GB de RAM e 128 GB de armazenamento interno, expansível até 512 GB via slot para cartão MicroSD, através de um slot para cartão SD dedicado.

## Disponibilidade
Após a revelação, a Samsung anunciou que o dispositivo estaria à venda apenas no mercado chinês, sem anunciar o seu lançamento noutros países. No entanto, em 25 de janeiro de 2019, o telefone foi anunciado na Coreia do Sul como Galaxy A9 Pro.